# Берёзовка (Кармаскалинский район)
Берёзовка (баш. Берёзовка), также встречается Березо́вка — деревня в Кармаскалинском районе Республики Башкортостан Российской Федерации. Входит в состав Кармаскалинского сельсовета.

## География
Стоит на ручье Берёзовский, запруженный в черте деревни.
Улиц две — Берёзовая и Садовая.

### Географическое положение
Расстояние до:
- районного центра (Кармаскалы): 8 км,
- центра сельсовета (Кармаскалы): 8 км,
- ближайшей ж/д станции (Карламан): 21 км.

## Население
| 2002 | 2009 | 2010 |
| ---- | ---- | ---- |
| 19   | ↘13  | ↘11  |

## Инфраструктура
Личное подсобное хозяйство с зоной сельскохозяйственного использования, индивидуальная застройка усадебного типа.

## Транспорт
Деревня доступна по автодороге. 